# Чакмультун
Чакмультун (ісп. Chacmultun) — руїни міста цивілізації мая у штаті Юкатан (Мексика). Перекладається з мови мая як «Пагорби червоного каменю». Свою назву отримав від села поблизу.

## Історія
Стародавня назва невідома. Невеличке поселення було засновано близько 300 року. У VII—VIII століттях перетворилося на значне місце Юкатану. Тоді або трохи раніше навколо міста утворилася самостійна держава (назва досі не відома). Розквіт царства і міста припав на X ст. Занепад розпочався після 1200 року, коли припинило існувати тамтешнє царство. Остаточно місто було залишено населенням до 1400 року.

## Опис
Розташовано у центральній частині півострова Юкатан, на відстані 2 км від села мая Чвкмультун, 7 км на північний захід від м. Текаш, 126 км від міста Мерида.

### Архітектура
Архітектура відповідає стилю Пуук. Практично усі споруди свого часу були зведені із каменю, який під дією дощу та повітря здобув червоного кольору. За це отримало свою назву.
Адміністративно-ритуальний центр становить площу 1 км2. Складається з 4 частин: Чакмультун, Шет-Пуль, Кабальпак, Центральний район. Неподалік від останнього виявлено майданчик для гри у м'яч, що має H-подібну форму.
Групи збережених будівель віддалені один від одного, Група Чакмультун знаходиться в центрі, руїни Кабальпак на схід від входу, а на південь на пагорбі стоїть піраміда Шет-Пуль. Ці групи будівель були побудовані на пагорбах або штучних терасах.
Група Чакмультун розташована на великій і високій терасі. На верхівці виявлено прямокутний палац (Споруда 1) з кількома кімнати. Досліджено, що в часи розквіту міста він мав 20 кімнат. На північ від палацу є 3 проходи, які складаються з кількох великих кам'яних плит.
Інтерес становить Споруда 2, що складається з великих масивних брил. У задній стороні є вузький прохід. Сама будова має квадратну форму. Поруч розташована Споруда 3, яка має 16 кімнат, в одній з них виявлено вівтар.
Основу Групи Кабальпак становить Споруда 5. Вона розташована в основі пагорбу, має 3 кімнати. Загалом група представляє чітку осьову симетрію.
Група Шет-Пуль складається з декількох споруд, головна з них має декілька поверхів, кількість їх за час розквіту міста поки невідома. Стосовно застосування існують різні версії: палацовий комплекс або ритуальна будова.

### Живопис
Колірна гамма розписів досить широка: блакитний, яскраво-зелений, світло-зелений, червоний, помаранчевий, сірий, жовтий і кремовий кольори. Втім малюнок значно слабкіше, ніж на фресках Паленке і Уашактуна, Бонампака.
Залишки розписів знаходяться в двох великих, багатокімнатних будинках. Найбільш збережена з них (кімната 10 Споруди 3) поділяється на 2 смуги. На верхній в центрі представлено сварку або сутичку декількох персонажів на щаблях піраміди; праворуч і ліворуч стоять вояки зі списами, палицями і різними штандартами, спостерігаючи за тим, що відбувається. На нижній смузі видно 2 вояки, що стоять з піднятими дротиками біля вівтаря, а праворуч від них — хатина з увіткненим перед нею в землю великим списом, на якому нанизані якісь незрозумілі речі. Зверху і знизу зображення були облямовані широкою стрічкою помаранчевого геометричного орнаменту на білому тлі, а з боків — червоною смугою з маленькими витонченими людськими фігурками, виконаними декількома фарбами. Особливістю є жива передача руху в центральній групі персонажів.
Розпис в іншому палаці (кімната 8 Споруди 4) має чисто орнаментальний характер.

## Дослідження
Відкрито австрійським науковцем і художником Теобертом Малером у середині 1890-х років. У 1903—1904 роках дослідження здійснював археолог Едвард Томпсон. Значні розкопки розпочалися лише у 1970-х роках.